# Павловская, Эмилия Карловна
Эми́лия Ка́рловна Павло́вская, урождённая Бе́ргман (в некоторых источниках — Бе́рман; (28 июля [9] августа 1853 (по другим источникам — 1857), Санкт-Петербург, Российская империя — 23 марта 1935, Москва, СССР) — русская оперная и камерная певица (лирико-драматическое сопрано), вокальный педагог, пианистка. Выпускница Санкт-Петербургской консерватории по классу фортепиано и вокала. Солистка Большого театра (сезоны 1883/84, 1888/89) и Мариинского театра (1884—1888). Заслуженная артистка Республики (1925). Заслуженная артистка РСФСР (1934). Герой Труда. Супруга певца С. Е. Павловского.
Первая исполнительница в операх П. И. Чайковского партий Марии («Мазепа», 1884), Татьяны («Евгений Онегин», 1884), Кумы («Чародейка», 1887). Созданный артисткой образ Марии, при жизни композитора, считался критиками лучшим.
Среди лучших партий, исполненных певицей — Аида («Аида» Верди), Валентина («Гугеноты» Мейербера), Виолетта («Травиата» Верди), Кармен («Кармен» Бизе), Манон Леско («Манон» Массне), Маргарита («Фауст» Гуно), Мария («Мазепа» Чайковского), Розина («Севильский цирюльник» Россини), Татьяна («Евгений Онегин» Чайковского).

## Биография
Родилась в Петербурге 28 июля [9] августа 1853 года (по другим источникам — в 1857 году). По свидетельству Е. Клейнмихель (урожд. княжны Мещерской) Бергманы происходили из дворян и исповедовали лютеранство.
В биографии младшей сестры Павловской, Фанни Карловны, упоминается о том, что семья Бергман имела некое отношение ко двору великой княгини Елены Павловны, при финансовой поддержке которой возникли Русское музыкальное общество (1859) и первые классы российской консерватории (1862) во главе с А. Рубинштейном.
В родительском доме была создана благоприятная атмосфера для развития музыкальных и актёрских данных юной Эмилии Бергман, которая в первом полугодии 1863/64 учебного года являлась ученицей Рубинштейна. В январе 1866 года поступила в Петербургскую консерваторию по классу фортепиано Г. Кросса. Через два года там же начала обучаться пению у профессора К. Эверарди.
В консерватории обучалась бесплатно, так как являлась стипендиаткой великой княгини Елены Павловны. Принимала участие в ученических концертах как пианистка и работала концертмейстером Эверарди. Фортепианный класс окончила в 1869 году, а в 1872 году получила аттестат об окончании класса пения.
В 1873 году уехала совершенствовать вокал в Милан, где и начала карьеру оперной певицы. Во время заграничных стажировок совершенствовала вокальное мастерство вместе с сестрой, Фанни Карловной Татариновой, у знаменитой певицы Полины Виардо-Гарсиа. Во Франции неоднократно встречалась с И. С. Тургеневым.
В 1876 году вернулась в Россию. Её сестра, Фанни Карловна продолжила обучение у Виардо, а после - у Енни Линд, с которой занималась до 1883 года, до возвращения в Россию.

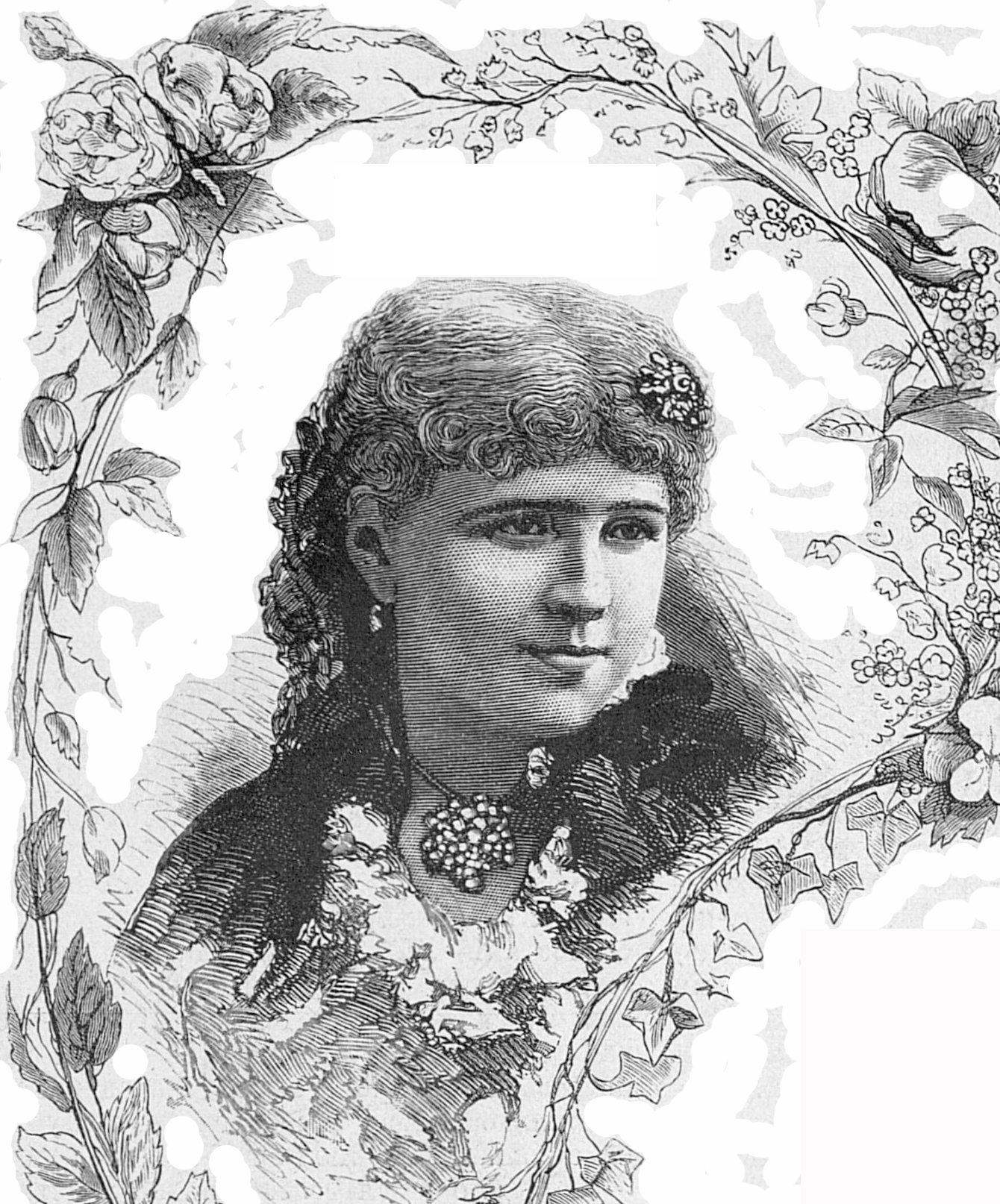
На гравюре 1885 года

Сцену оставила в 1892 году и занялась преподавательской деятельностью.
В Москве проживала на углу Арбата и Большого Афанасьевского переулка в Доходном доме № 13.
Умерла 23 марта 1935 года в Москве. Похоронена на Введенском кладбище (участок № 19).
Архивные материалы певицы находятся на хранении в ГДМЧ, РГАЛИ, ГЦТМ им. А. А. Бахрушина и ГЦММК им. М. И. Глинки.

### Семья
- Муж — Сергей Евграфович Павловский (1846—1915), оперный певец (лирический баритон), артист Мариинского театра, артист и режиссёр Большого театра, вокальный педагог.
- Сестра — Фанни Карловна Татаринова, урождённая Бергман Франциска Аннета Карловна(1863, Петербург — 1923, Москва), окончила Московскую консерваторию по классу драмы Самарина. Вышла замуж за инженера-технолога Василия Степановича Татаринова (ум. 1886). В 1884 году переехала с семьей в Ялту, где вела активную общественную работу: благотворительница, издатель и редактор ежедневной газеты «Ялтинский листок», деятель Ялтинского Отделения ИРМО и «Общины сестер милосердия». В начале 1900-х годов владелица ялтинской гостиницы «Джалита», где собирались видные деятели культуры. Играла на одной сцене со Станиславским, М. Петипа, Горевым и др. В дальнейшем преподавала в МХТ. Горячая поклонница А. П. Чехова, т. н. «антоновка». Похоронена на Введенском кладбище[3].
- Племянник — Константин Васильевич Татаринов (ум. в 1897).
- Племянница — Анна Васильевна Угричич-Требинская, урождённая Татаринова. Похоронена на Введенском кладбище.

## Творчество

### Голос
Краткая характеристика вокальных данных артистки дана в словаре «Отечественные певцы. 1750—1917»:
Обладала гибким, сильным (с горловым оттенком) голосом „жидковатого“ тембра и широкого диапазона, в совершенстве владела колоратурной техникой. Исполнение отличалось высокой культурой пения, исключительной выразительностью и драматическим мастерством.А. М. Пружанский

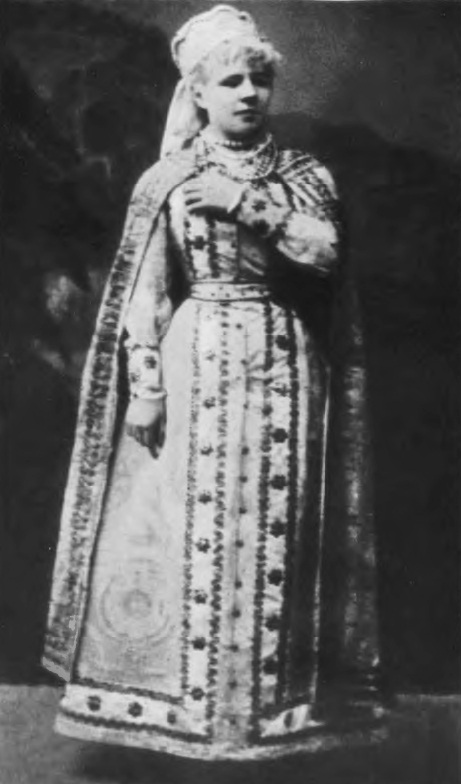
Эмилия Павловская в роли Натальи из оперы «Опричник» П. И. Чайковского.
Мариинский театр, 1879 год.

По мнению оперного певца Василия Шкафера, голос Павловской не был красивым, тем не менее артист отмечал его богатую выразительность.
Отзыв музыкального критика на московский дебют артистки в партии Виолетты: 

Большой, хороший, красивый голос, не поражающий силы, но во всяком случае, вполне сценичный, по свойствам своим подходит ближе всего к тому, что итальянцы называют soprano guisto. Много уменья и опытности, кантилена, фиоритуры одинаково удаются на славу, всюду видна хорошая, основательная школа. Прибавьте к этому образцовое произношение слов, горячую, умную фразировку и большинство свойств первоклассной актрисы.— С. Н. Кругликов 
Музыкальный критик Н. Кашкин писал в 1888 году, что сила голоса певицы и её вокальная техника оставляли желать лучшего. Считая вокальные средства Павловской весьма скромными для оперной исполнительницы, Кашкин отдавал должное её артистическому таланту, подчёркивая художественно законченную цельность создаваемых ею образов и продуманного исполнения.

### Сценическая деятельность
Оперная карьера Павловской началась в Италии. Дебют состоялся в 1873 году в г. Крема, где она пела вместе с Сергеем Павловским в опере Верди «Бал-маскарад».
1874 — выступления в Равенне, Асти и Турине (Италия). 

Москва. 4 февраля 1884
```
Дорогая, чудная Эмилия Карловна!

<…> Спасибо вам, несравненная Мария, 
за неописанно чудное исполнение роли!
<…> Никогда не забуду глубоких впечатлений, 
доставленных Вашим дивным талантом.
```

1875—1876 — итальянская опера в Ла-Валлетте (о. Мальта). 

1876—1879 — антреприза И. Я. Сетова, (Киев). В России дебютировала в опере «Севильский цирюльник»

1879—1880 — антреприза П. Медведева (Харьков). 

1880—1883 — антреприза И. Питоева (Одесса, Тифлис). 

В 1883 году принята солисткой в московский Большой театр. Пела в театре сезоны 1883/84 и 1888/89.

1884 — гастроли в Харькове. 

В 1884 году переведена солисткой в петербургский Мариинский театр. Покинула Мариинский театр в 1888 году.

В 1887 году гастролировала в Харькове. Приняла участие в спектаклях «Русалка» Даргомыжского, «Аида» и «Травиата» Верди, «Джоконда» Понкьелли, поставленных Московской частной оперой С. Мамонтова. Дирижировал И. Труффи.

В ноябре 1892 года была приглашена антрепренёром И. Сетовым на гастроли в Киевскую оперу.

1921 — солистка московской Оперы С. Зимина.

### Репертуар
| Премьера    | Год  | Партия      | Опера                                            | Композитор          | Сцена                         | Примечание                                  |
| ----------- | ---- | ----------- | ------------------------------------------------ | ------------------- | ----------------------------- | ------------------------------------------- |
|             | 1876 | Розина      | «Севильский цирюльник»                           | Россини Дж.         | антреприза И. Я. Сетова, Киев |                                             |
|             | 1879 | Наталья     | «Опричник»                                       | Чайковский П. И.    | Мариинский театр              |                                             |
|             | 1883 | Оскар       | «Бал-маскарад»                                   | Верди Дж.           | Большой театр                 |                                             |
| 20 декабря  | 1883 | Розина      | «Севильский цирюльник»                           | Россини Дж.         |                               |                                             |
| 3 января    | 1884 | Валентина   | «Гугеноты»                                       | Мейербер Д.         |                               |                                             |
| 3 февраля   | 1884 | Мария       | «Мазепа»                                         | Чайковский П. И.    | Большой театр                 | 1-я исполнительница                         |
| 21 сентября | 1884 | Виолетта    | «Травиата»                                       | Верди Д.            | Мариинский театр              |                                             |
| 19 октября  | 1884 | Татьяна     | «Евгений Онегин»                                 | Чайковский П. И.    | Мариинский театр              | впервые на петербургской сцене;             |
| 12 ноября   | 1885 | Корделия    | «Корделия (Месть)»                               | Соловьёв Н. Ф.      | Мариинский театр              | 1-я исполнительница                         |
| 19 декабря  | 1885 | Манон Леско | «Манон»                                          | Массне Ж.           | Мариинский театр              | впервые на русской сцене                    |
| 5 декабря   | 1886 | Маргарита   | «Мефистофель»                                    | Бойто А.            | Мариинский театр              | впервые на русской сцене                    |
| 22 апреля   | 1886 | Тамара      | «Тамара»                                         | Фитингоф-Шель Б. А. | Мариинский театр              | 1-я исполнительница                         |
|             | 1886 | Адель       | «Гарольд»                                        | Направник Э. Ф.     |                               | 1-я исполнительница                         |
|             | 1878 | Ядвига      | «Илья Муромец, или Русские богатыри»             | Малашкин Л. Д.      |                               | 1-я исполнительница                         |
| 20 октября  | 1887 | Кума        | «Чародейка»                                      | Чайковский П. И.    | Мариинский театр              | 1-я исполнительница, дирижировал композитор |
|             | 1887 | Дездемона   | «Отелло»                                         | Верди Дж.           |                               | впервые на русской сцене                    |
|             |      | Аида        | «Аида»                                           | Верди Дж.           |                               |                                             |
|             |      | Амелия      | «Бал-маскарад»                                   | Верди Дж.           |                               |                                             |
|             |      | Амина       | «Сомнамбула»                                     | Беллини В.          |                               |                                             |
|             |      | Антонида    | «Жизнь за царя»                                  | Глинка М. И.        |                               |                                             |
|             |      | Брунгильда  | «Гибель богов»                                   | Вагнер Р.           |                               |                                             |
|             |      | Джоконда    | «Джоконда»                                       | Понкьелли А.        |                               |                                             |
|             |      | Кармен      | «Кармен»                                         | Бизе Ж.             |                               |                                             |
|             |      | Лиза        | «Пиковая дама»                                   | Чайковский П. И.    |                               |                                             |
|             |      | Людмила     | «Руслан и Людмила»                               | Глинка М. И.        |                               |                                             |
|             |      | Маргарита   | «Фауст»                                          | Гуно Ш.             |                               |                                             |
|             |      | Мария       | «Дочь полка»                                     | Доницетти Г.        |                               |                                             |
|             |      | Мисисс Форд | «Виндзорские проказницы» («Виндзорские кумушки») | Николаи О.          |                               |                                             |
|             |      | Надежда     | «Аскольдова могила»                              | Верстовский А. Н.   |                               |                                             |
|             |      | Наташа      | «Русалка»                                        | Даргомыжский А. С.  |                               |                                             |
|             |      | Норина      | «Дон Паскуале»                                   | Доницетти Г.        |                               |                                             |
|             |      | Тамара      | «Демон»                                          | Рубинштейн А. Г.    |                               |                                             |

## Преподавательская деятельность
После завершения артистической карьеры в 1892 году занялась преподаванием. С 1895 года обучала вокалу молодых артистов Большого театра. Среди учеников: Елизавета Азерская, Конкордия Антарова, Леонида Балановская, Наталия Ван-дер-Вейде, Наталия Ермоленко-Южина,Евгения Збруева, Елена Муравьева, Антонина Нежданова, Надежда Папаян, Надежда Салина, Александр Свешников, Дмитрий Смирнов, Леонид Собинов, Елена Степанова, Xристофор Толкачев, Степан Трезвинский, Мария Турчанинова, Елена Хренникова, Мария Цыбушенко, Вера Эйген.

## Сочинения
- Павловская Э. К. Из моих встреч с П. И. Чайковским / Сост. Е. Е. Бортникова, К. Ю. Давыдова, Г. А. Прибегина; Ред. В. В. Протопопов. — М.: Музыка, 1962. — С. 139—142.